# Badgi, Bilgi
Badgi là một làng thuộc tehsil Bilgi, huyện Bagalkot, bang Karnataka, Ấn Độ.